# ボックスヒル
ボックスヒル（Boxhill）は、茨城県取手市の取手駅にあった、東日本旅客鉄道（JR東日本）系列の駅ビル。運営会社は株式会社アトレ。かつては千葉県松戸市の松戸駅にも店舗があり、松戸店と同住所にある株式会社ボックスヒル（旧:常磐ステーション開発株式会社）が運営していた。

## 店舗
2020年3月26日に取手店が「アトレ取手」に改称し、現存しない。かつては松戸店もあったが、2012年3月15日で閉店し、「アトレ松戸」に改称された。

### 店内の状況
取手店、松戸店共に、他の駅ビルと同様、下の方のフロアが食料品売り場、一番上のフロアは飲食店である。女性向け衣料品を扱う店が殆どである。永らく、男性向けファッションを扱う店は全くないのが特徴でもあったが、2012年3月24日に取手店の3階にORIHICAがオープンし、男性向けスーツ、ワイシャツを扱う店が存在するようになった。そのほかDPE、書店等が営業している。

### 取手店（現：アトレ取手）
5階建てで、1階から5階に店舗が入っている。改札口と直結する3階に書店、成城石井、前述のORIHICAを配置しているのが特徴である。
かつては西口に西友取手店（1986年（昭和61年）8月閉店）、取手とうきゅう、東口にカタクラショッピングプラザ（イトーヨーカドー→マルエツ、2007年（平成19年）4月26日閉店）があったが、取手とうきゅうが2010年（平成22年）8月31日に閉店したために、一時期取手駅前では唯一のショッピングビルとなっていた。2012年12月6日に取手とうきゅう跡地が「リボンとりで」（取手駅前には再出店となる、西友取手駅前店がキーテナント）としてリニューアルオープンしたことにより解消された。
2020年3月26日より、アトレが運営する他の駅ビル同様「アトレ取手」に改称し、「ボックスヒル」の名称は消滅した。

### 松戸店（現：アトレ松戸）
8階建てで、2012年1月22日までは1階から8階に店舗が入っていた。2012年3月16日に「アトレ松戸」としてリニューアルすることに伴い、同年1月22日を以って、ボックスヒル松戸店としての3階から6階の営業を終了し、「アトレ松戸」オープンまでは1、2階の食料品、3階のスターバックス、青山フラワーマーケット、7階のレストラン、8階の美容室、歯科医院のみに縮小して営業していた。同年3月15日で営業を終了した。
営業終了前の3階から5階は主に女性向けファッション、化粧品店、6階は書店、CD店、文房具店、メガネ店等が存在していて、男性ファッションの店舗は全くなかった。なお、アトレにリニューアル後はユニクロが入居しているため、男性ファッションも扱っている。

## 沿革
- 1975年（昭和50年）4月7日 - 常磐ステーション開発株式会社設立。
- 1977年（昭和52年）4月2日 - 松戸店開店。
- 1988年（昭和63年）9月21日 - 取手店開店[1]。
- 1991年（平成3年）10月1日 - 株式会社ボックスヒルに商号（社名）変更[3]。
- 1992年（平成4年）6月2日 - 取手店に関東鉄道常総線の気動車列車が突っ込む事故発生（関東鉄道常総線列車衝突事故）。
- 2009年（平成21年）10月1日 - 株式会社ボックスヒルが、株式会社アトレに吸収合併され、会社解散。運営会社が株式会社アトレとなる。
- 2012年（平成24年）3月16日 - 松戸店がアトレ松戸に名称変更。これに伴い、同年1月23日よりリニューアル工事実施[4]。工事中はレストラン、食料品店など一部店舗のみ営業し、3月16日以降「ボックスヒル」は取手店のみになる。
- 2016年（平成28年）2月23日 - ポイントサービスをJR東日本共通ポイント「JRE POINT」に統合[5][6][7]。
- 2019年（令和元年）6月25日 - 文化施設「たいけん美じゅつ場」（VIVA）を4階で同年12月に開設することを東京芸術大学、取手市、アトレ、JR東日本が発表[8]。
- 2020年（令和2年）3月26日 - 取手店がアトレ取手に名称変更、ボックスヒルブランド消滅。

## 出改札業務

### 取手店
- 取手駅は3階がJR並びに関東鉄道常総線の連絡階となっているが、ボックスヒルが管理する改札口はない。
  - 2階に関東鉄道常総線の改札口があったが閉鎖された。自動券売機はあったが、自動改札機は設置されていなかった。

### 松戸店
- 1977年（昭和52年）4月の開業に合わせて国鉄線（当時）、新京成電鉄線の集改札業務受託を開始した。当時両者線は同一改札内であり、有人改札であった。
- 松戸駅にはボックスヒルが管理する改札口が2箇所ある。自動改札機は全てSuica対応。
  - 駅ビル西口（JR専用）
    - 自動改札機のみ。自動券売機はない。新京成改札内に通り抜けることは出来ない。同一改札内時代は新京成も対応した。

  - 駅ビル北口
    - 自動改札機と自動券売機（JR用2台、新京成用1台）
    - 北口から新京成改札内に入場するにはJR改札内を通り抜け、同一橋上（北口通路）に設置された中間改札機を通る。これはかつて、JRと新京成が同一改札内であったことの名残で、跨線橋上では構造上改札分離できなかったためである。
    - 「JR線連絡改札」と「出口への中間改札」の判別は、旅客によるボタン押下の有無で行なっている。新京成改札内からJR改札内を通って駅ビル北口（出口）に抜けようとする場合は、中間改札機についている赤いボタンを押し、新京成線乗車券を改札機に投入する。ボタンを押さない場合、JR線乗換えとして処理されるので、JR線に有効な乗車券を同時に投入しないと通過できない。

## 名称の由来
「ボックスヒル」は、旧・松戸店があった千葉県松戸市と姉妹都市になっているオーストラリアビクトリア州のボックスヒル市 (City of Box Hill) の名前に由来する。ただし、ボックスヒル市は、合併により、現在は「ホワイトホース市 (City of Whitehorse) 」となっている。